# Liste des maires de Lavaur (Tarn)
Cet article dresse une liste par ordre de mandat des maires de Lavaur.

## Liste des maires
| Période                                  | Période  | Identité                         | Étiquette                     | Qualité |
| ---------------------------------------- | -------- | -------------------------------- | ----------------------------- | --- |
| Les données manquantes sont à compléter. |          |                                  |                               | |
| 1793                                     | 1793     | Charles Gasaniol                 |                               | |
| 1793                                     | 1794     | Joseph Goutie                    |                               | |
| 1794                                     | 1796     | Pierre Guilhaume Daguilhon-Pujol |                               | |
| 1796                                     | 1799     | Antoine Dejean                   |                               | |
| 1799                                     | 1810     | Pierre Marie Joseph Bousquet     |                               | |
| 1810                                     | 1818     | Pierre Daguilhon-Pujol           |                               | Avocat |
| 1818                                     | 1830     | Marius de Voisins-Lavernière     |                               | Propriétaire Conseiller général de Lavaur Député |
| 1830                                     | 1846     | Jean-Antoine Audouy              |                               | Notaire royal Conseiller général de Lavaur |
| 1846                                     | 1852     | Osmin Daguilhon-Lasselve         |                               | Magistrat |
| 1852                                     | 1863     | Marcelin Mazas                   |                               | Conseiller général de Lavaur |
| 1863                                     | 1866     | Jules Tréneuil                   |                               | Magistrat |
| 1866                                     | 1870     | Henri Loupiac                    |                               | Notaire |
| 1870                                     | 1880     | Étienne de Voisins-Lavernière    |                               | Conseiller général de Lavaur Député Sénateur |
| 1880                                     | 1882     | Héliodore d'Heilhes              |                               | |
| 1882                                     | 1883     | Étienne Mazas                    |                               | |
| 1883                                     | 1888     | Gabriel Cambefort                |                               | Notaire |
| 1888                                     | 1896     | Firmin Carles de Carbonière      |                               | Avocat |
| 1896                                     | 1941     | Jean-Marie Guiraud               |                               | Médecin Conseiller général de Lavaur Député |
| 1941                                     | 1945     | Joseph Bourdoncle de Saint-Salvy |                               | Capitaine de vaisseau |
| 1945                                     | 1947     | René Bel                         |                               | Avoué plaidant Conseiller général de Lavaur |
| 1947                                     | 1971     | Raoul Lacouture                  | Rad.                          | Industriel Conseiller général de Lavaur |
| 1971                                     | 1977     | André Talazac                    | DVD                           | Chirurgien |
| 1977                                     | 1989     | Jacques Esparbié                 | MRG puis UDF                  | Photographe de presse Conseiller municipal de Saint-Sulpice-la-Pointe (-2014) Maire de Belcastel Président de la CC Tarn-Agout (1995-2014) Conseiller général de Lavaur Chevalier de la Légion d'honneur, |
| 1989                                     | 1995     | Pierre Lozar                     | PS                            | Enseignant Conseiller général de Lavaur |
| 19 juin 1995                             | en cours | Bernard Carayon                  | RPR puis UMP puis LR puis UDR | Avocat, maître de conférences à l'IEP de Paris 2e vice-président de la CC Tarn-Agout Conseiller général de Lavaur Conseiller régional de Midi-Pyrénées Député                                             |